# 과보의 마음
과보의 마음(팔리어: vipākacittāni 위빠-까 찟따-니, 영어: resultant cittas)은 특히 상좌부의 교학과 아비담마 그리고 수행에서 사용하는 용어로, 인과의 법칙 즉 업과 업의 과보의 법칙에 따라 과거의 선업(유익한 업)과 악업(해로운 업)의 과보로서 일어나는, 욕계 · 색계 · 무색계 · 출세간의 총 89가지 마음 중 다음의 21가지 또는 총 121가지 마음 중 36가지 마음을 말한다.
- 욕계 · 색계 · 무색계 · 출세간에 속한 총 36가지 또는 52가지의 과보의 마음
  - 욕계 마음에 속한 해로운 과보의 마음 7가지 一 누적 7가지
  - 욕계 마음에 속한 원인 없는 유익한 과보의 마음 8가지 一 누적 15가지
  - 욕계 마음에 속한 욕계 과보의 마음 8가지 一 누적 23가지
  - 색계 마음에 속한 색계 과보의 마음 5가지 一 누적 28가지
  - 무색계 마음에 속한 무색계 과보의 마음 4가지 一 누적 32가지
  - 출세간 마음에 속한 출세간의 과보의 마음 4가지 또는 20가지 一 누적 36가지 또는 52가지

과보의 마음은 다음의 분류 또는 체계에 속한다.
- 욕계 · 색계 · 무색계 · 출세간에 속한 총 89가지 마음 또는 총 121가지 마음
  - 욕계 마음 54가지
    - 욕계의 해로운 마음  12가지
    - 욕계의 원인 없는 마음 18가지
      - 해로운 과보의 마음 7가지 一 누적 7가지
      - 원인 없는 유익한 과보의 마음 8가지 一 누적 15가지
      - 원인 없는 작용만 하는 마음 3가지

    - 욕계 아름다운 마음 24가지
      - 욕계 유익한 마음 8가지
      - 욕계 과보의 마음 8가지 一 누적 23가지
      - 욕계 작용만 하는 마음 8가지

  - 색계 마음 15가지
    - 색계 유익한 마음 5가지
    - 색계 과보의 마음 5가지 一 누적 28가지
    - 색계 작용만 하는 마음 5가지

  - 무색계 마음 12가지
    - 무색계 유익한 마음 4가지 一 누적 17가지
    - 무색계 과보의 마음 4가지 一 누적 32가지
    - 무색계 작용만 하는 마음 4가지

  - 출세간의 마음 8가지 또는 40가지
    - 출세간의 유익한 마음 4가지 또는 20가지
    - 출세간의 과보의 마음 4가지 또는 20가지 一 누적 36가지 또는 52가지